# Tiszafüred
Tiszafüred là một thành phố thuộc hạt Jász-Nagykun-Szolnok, Hungary. Thành phố này có diện tích 162,18 km², dân số năm 2010 là 10970 người, mật độ 68 người/km².